# Valeriu Zgonea
Valeriu Ștefan Zgonea est un homme politique roumain, né le 3 septembre 1967 à Craiova. Il est président de la Chambre des députés de 2012 à 2016.

## Biographie
En 1996, il devient membre du Parti de la démocratie sociale de Roumanie (PDSR), qui se fond dans le Parti social-démocrate (PSD) en 2001.
Il est constamment élu député du județ de Dolj depuis 2000. Le 3 juillet 2012, à la suite de la révocation de Roberta Anastase, il devient président de la Chambre des députés.
Le 27 avril 2016, il est exclu du PSD après avoir critiqué le président du parti, Liviu Dragnea, condamné à deux ans de prison avec sursis dans une affaire de fraudes électorales. Il est ensuite remplacé, le 13 juin 2016, par Florin Iordache.